# Armement air-sol
L'armement air-sol est l'équipement militaire déployé par les aéronefs pour détruire des cibles terrestres. D'une grande diversité, cet armement varie en fonction de la portée, du poids, de l'objectif et de la technologie mise en œuvre. Il est l'armement principal des bombardiers, des avions d'attaque au sol et des hélicoptères, ainsi que celui des chasseurs-bombardiers. Aujourd'hui la plupart des aéronefs, y compris les avions de chasse et certains drones sont aptes à déployer ce type d'armement.  

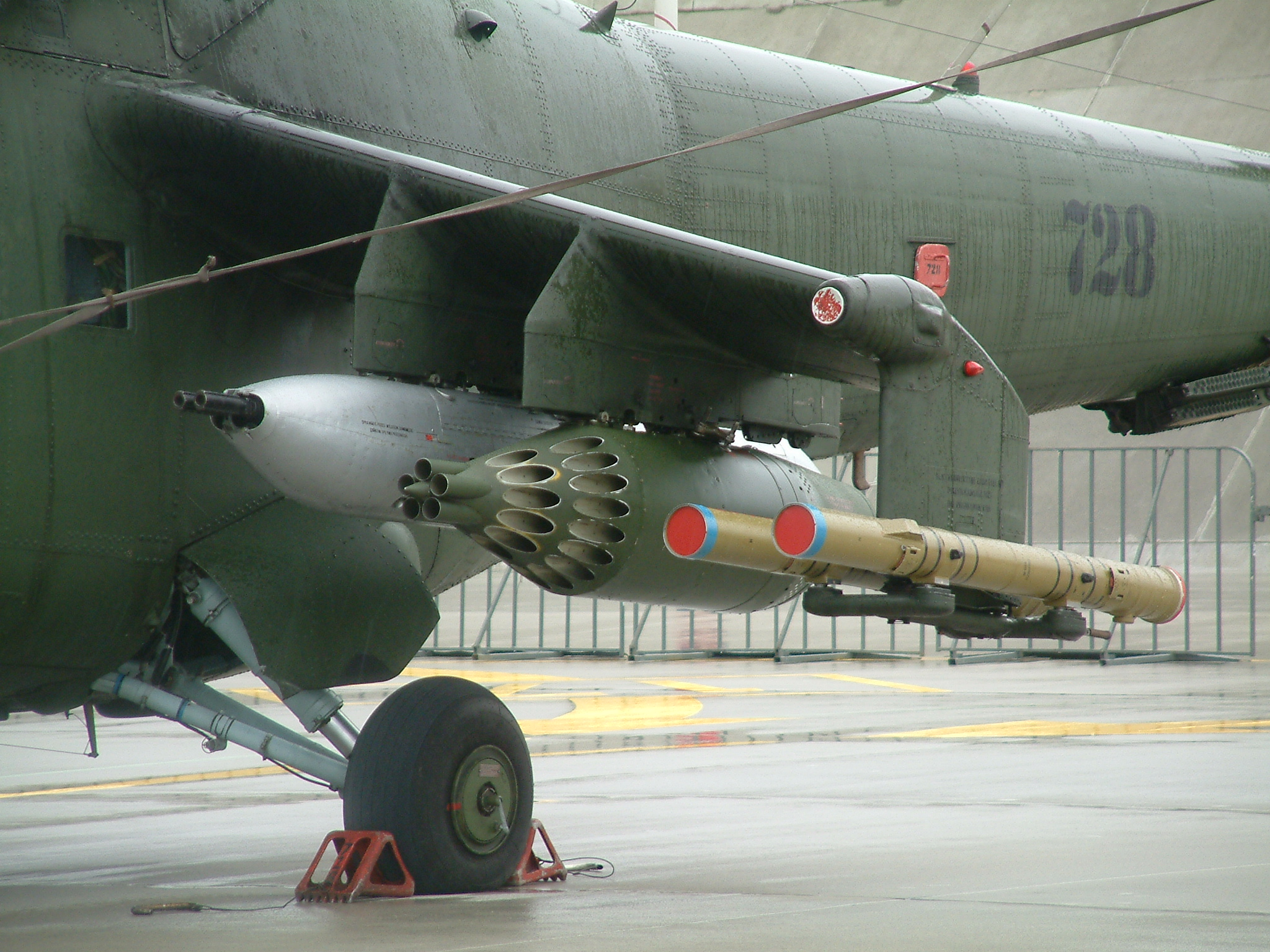
Nacelle d'un canon bitube, paniers de roquettes, et deux missiles antichar 9K114 Chtourm sur un hélicoptère d'attaque Mil Mi-24 de l'armée polonaise.

## Canon et mitrailleuse

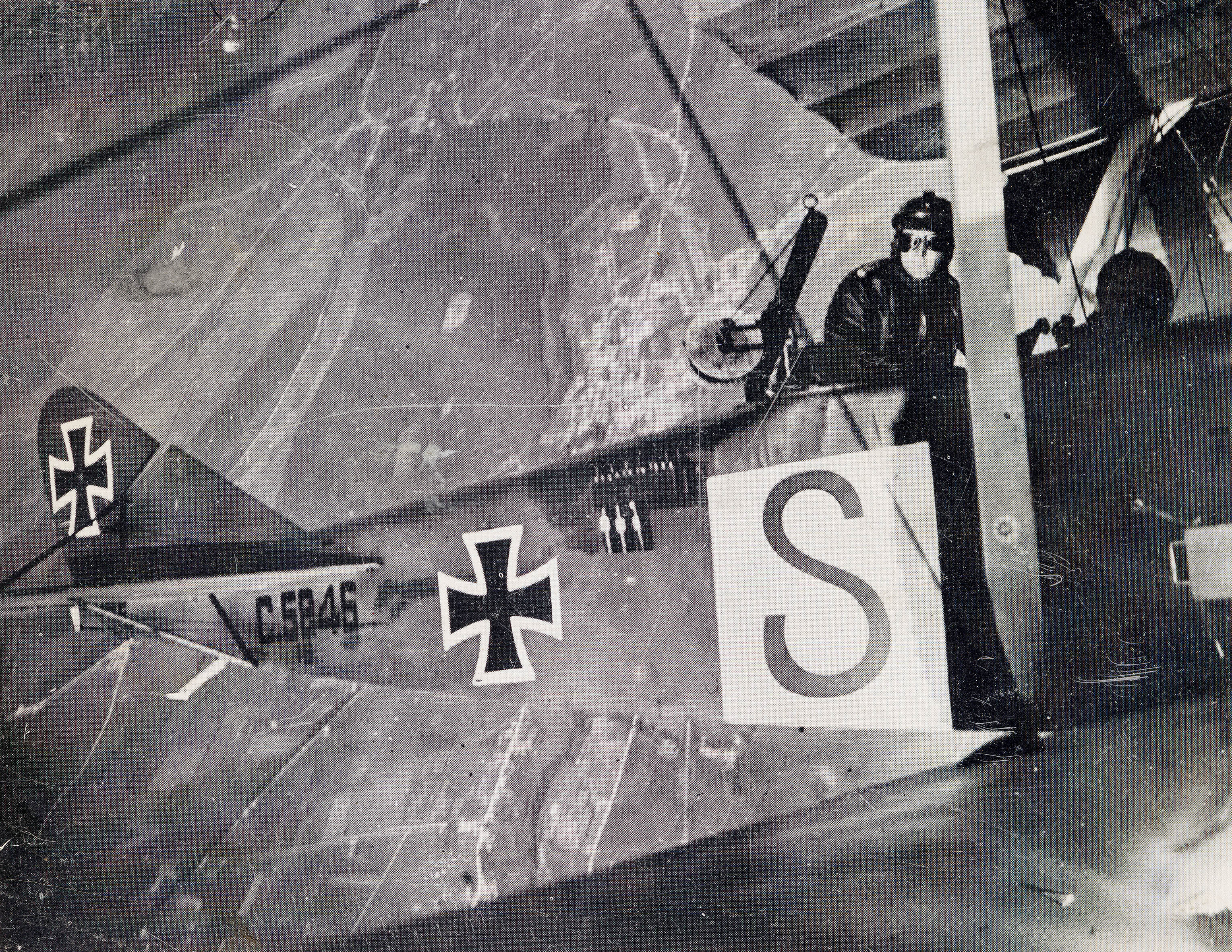
Mitrailleuse Parabellum MG 14 placée à l'arrière d'un avion de reconnaissance allemand de la Première Guerre mondiale.

Les mitrailleuses sont l'un des premiers équipements militaires adapté sur les aéronefs, dès le début de la Première Guerre mondiale, avec pour objectif d'abattre les aéronefs ennemis, mais aussi mitrailler les troupes au sol, les véhicules et les installations ennemies. Cet armement est généralement fixé dans ou sur le nez de l'appareil, dans ou sous les ailes, ou en sabords. L'évolution technologique s'oriente sur une augmentation de la fréquence de tir, du calibre et du nombre d'armes montée sur les appareils. Les munitions sont également améliorées, dans leur composition, le choix des matériaux et de la poudre utilisée. La première guerre mondiale voit aussi l'apparition de la première utilisation de roquettes air-sol en détournant la fusée Le Prieur, originellement destinée à abattre les zeppelins, vers l'attaque d'un bivouac, le 29 juin 1916. 

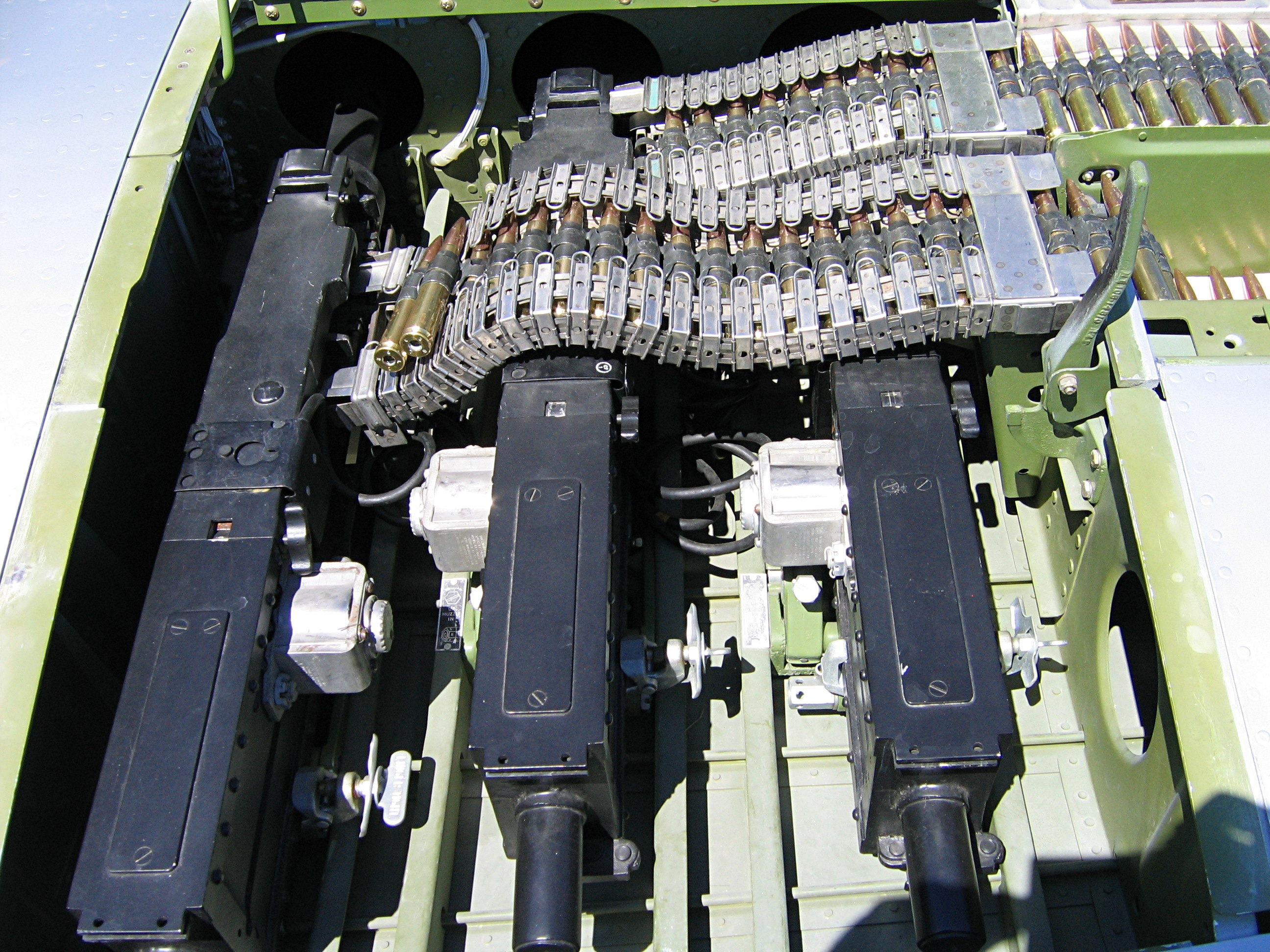
Trois des mitrailleuses d'un chasseur P-51 Mustang.

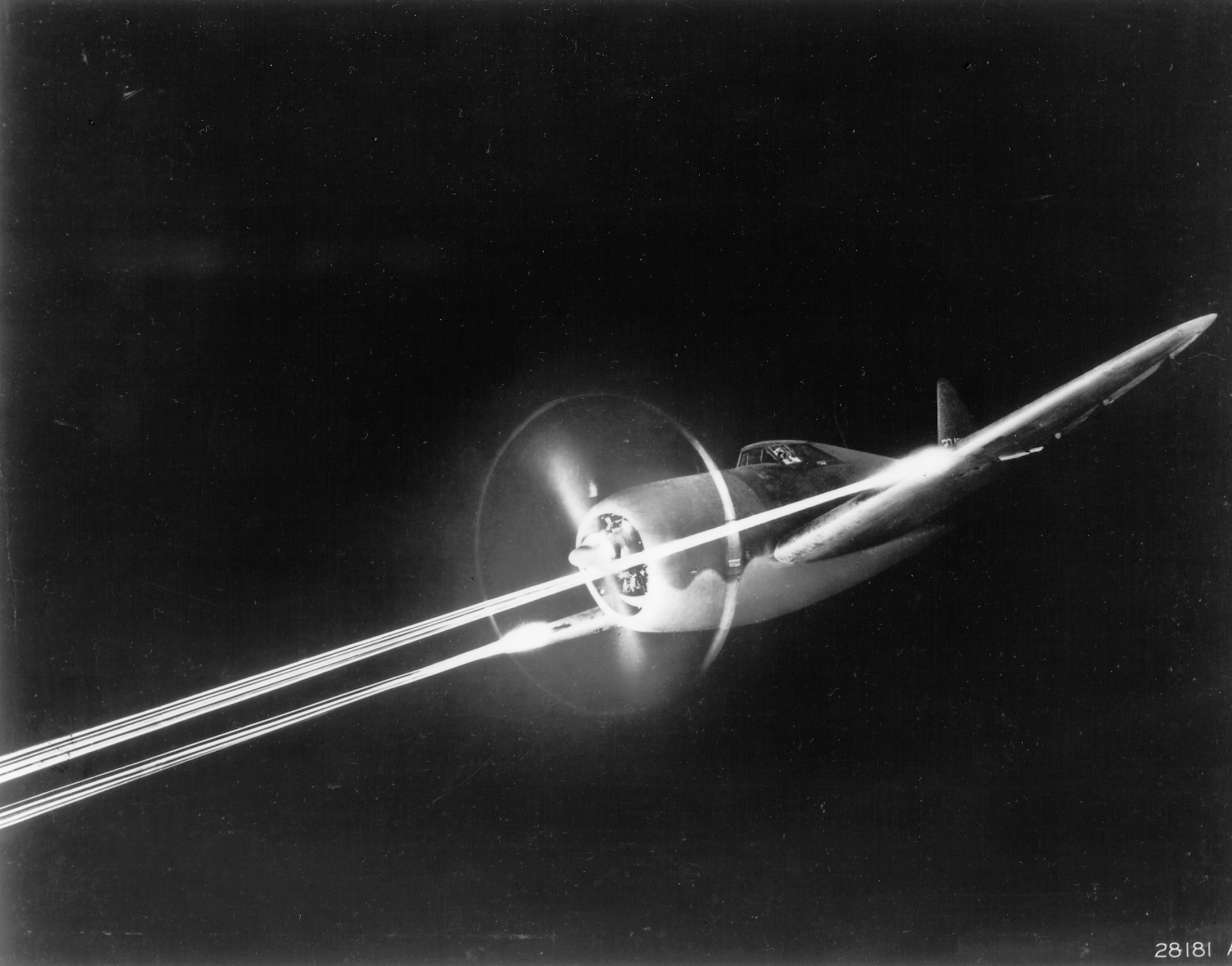
Chasseur-bombardier Republic P-47 Thunderbolt faisant feu de ses huit mitrailleuses lourdes Browning M2 au cours d'une mission de nuit.

Au cours de la Seconde Guerre mondiale plusieurs combinaisons de ces facteurs sont utilisées. Les avions américains misent souvent sur l'augmentation du nombre de mitrailleuses pour augmenter la capacité de destruction de leurs appareils. Les Allemands, faisant face à une augmentation du blindages des appareils et véhicules ennemis, privilégient l'augmentation du calibre, évolution qui conduit à la création de petits canons automatiques. 
L'augmentation de la fréquence de tir présente le problème de l'échauffement du tube, et des systèmes multi-tubes sont développés par les Américains depuis le XIXe siècle, sur le principe de la Gatling. Pendant la Seconde Guerre mondiale, des systèmes automatiques sont développés, par récupérations des gaz dans le canon. Parallèlement, l'amélioration de la qualité des matériaux, la complexité des systèmes multi-tube et leur poids conduit au quasi-abandon des systèmes multitubes pendant la Seconde Guerre mondiale. 
Les obus utilisés subirent également des améliorations dans leur conception, au niveau de la charge, de la mise à feu et du type de tête. Les ogives se répartissent principalement en 5 types : explosives, incendiaires, à fragmentation, perforantes et traçantes.

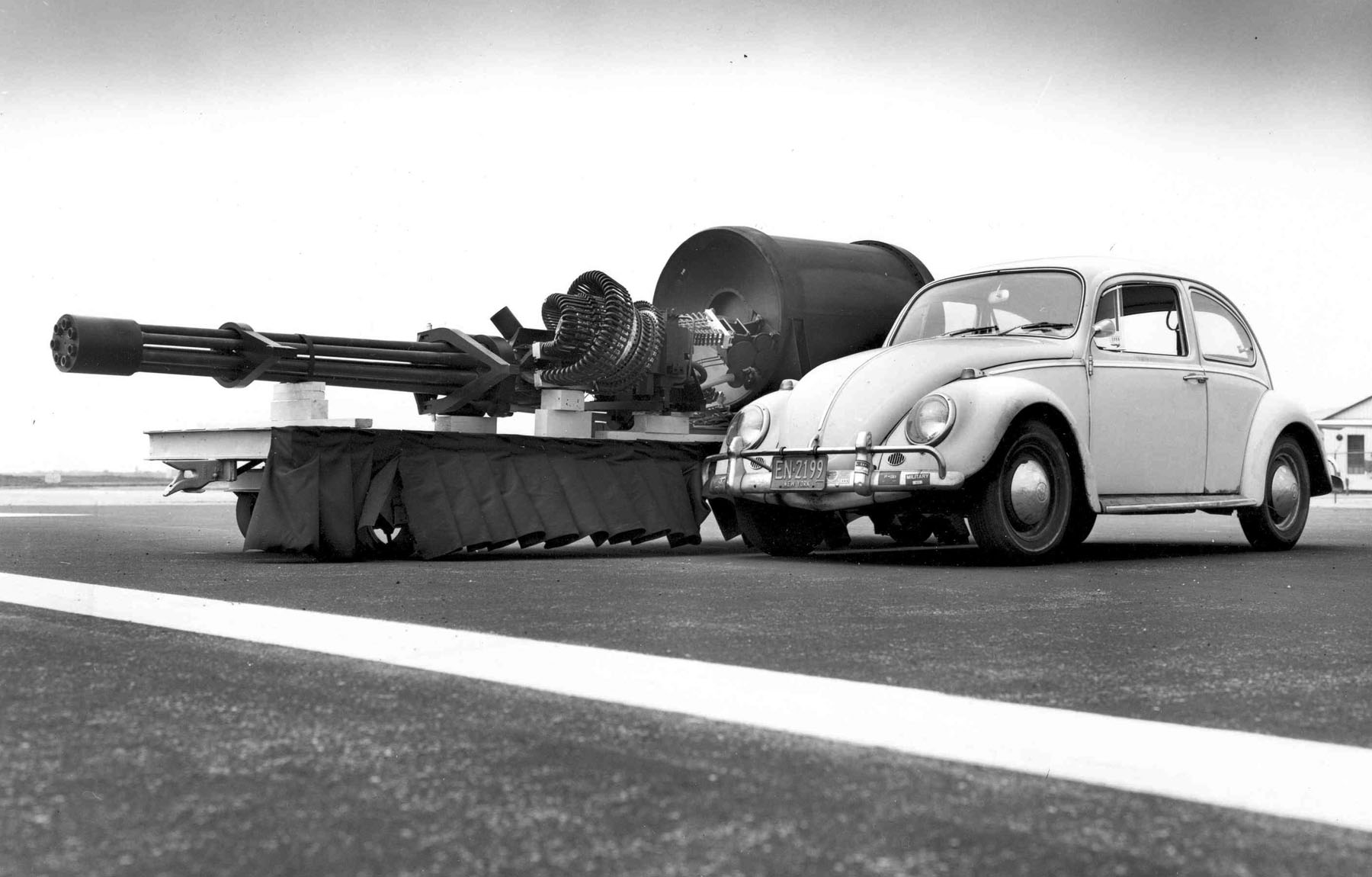
Le GAU-8 Avenger qui équipe l'A-10 Thunderbolt.

L'augmentation du calibre permit l'ajout d'une charge explosive dans la tête de l'ogive, efficace contre les véhicules et aéronefs légèrement blindés. Les ogives incendiaires servent à générer un incendie sur la cible, particulièrement efficaces sur les structures en bois ou lors d'un impact sur un réservoir de carburant. Les obus à fragmentation visent à augmenter les dégâts à l'impact en facilitant l'explosion du projectile ou en y incorporant de petites billes dans un matériau plus solide. Les ogives perforantes peuvent être des têtes contenant des matériaux de masse élevée, comme de l'uranium appauvri, possédant de meilleures capacités de pénétration du blindage. Certaines munitions sont à charge creuse, contenant un explosif dont la forme spécifique sert à projeter un jet de métal en fusion qui perfore le blindage de la cible. Les munitions traceuses dégagent un effet pyrotechnique qui illumine l'ogive sur son trajet vers la cible, permettant une aide visuelle au tireur. 
Certaines munitions sont spécifiquement destinées à un usage air-sol, et une même salve de canon contient généralement un mélange de différents types de munitions, dans des proportions variables. Des munitions ont également été développées pour répondre à plusieurs caractéristiques en même temps, par exemple pour être à la fois incendiaires et explosives, ou explosives et perforantes. Ces caractéristiques sont obtenues grâce à une architecture interne en compartiments spécifiques, par exemple un liquide incendiaire à l'avant de l'ogive, et un explosif à l'arrière.     

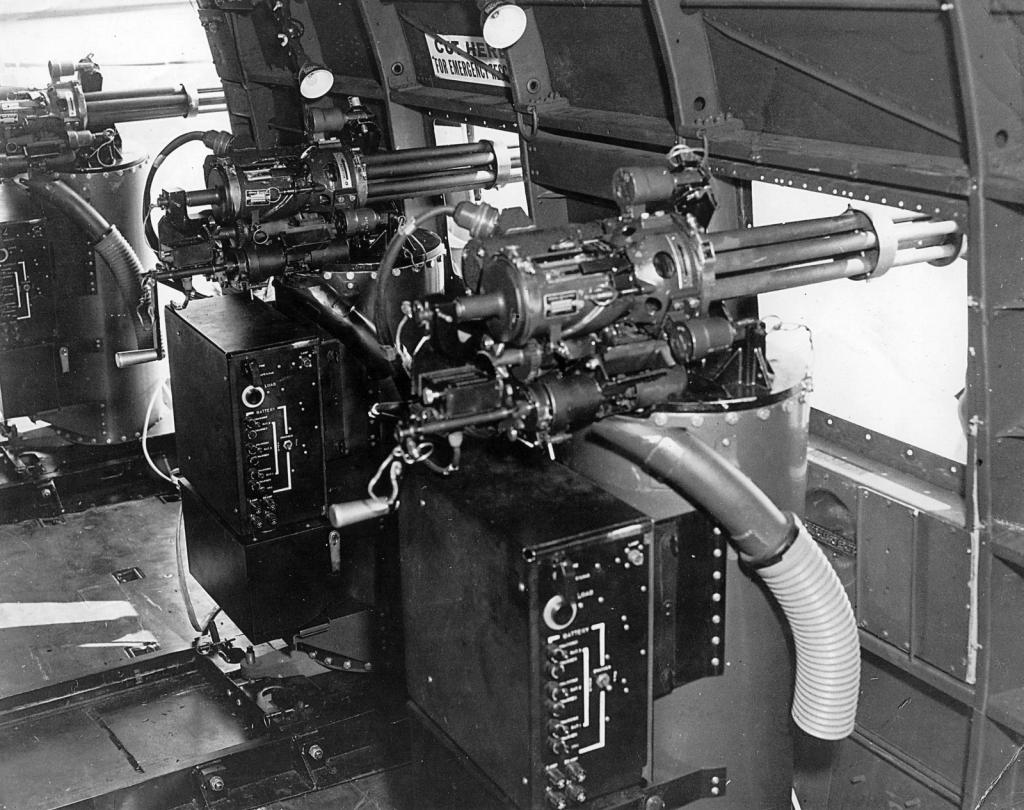
Miniguns MXU-470 montés en sabords sur le gunship Douglas AC-47 Spooky.

Après la Seconde Guerre mondiale, le développement des moteurs à réaction conduit à une augmentation très forte de la vitesse des avions, réduisant le temps alloué pour viser et tirer au canon. Parallèlement l'apparition des missiles conduit à des tentatives d'abandon du canon, comme sur le F-4 Phantom, mais ces tentatives s'avèrent des échecs sur le terrain, et le canon reste depuis un armement de série pour les avions et hélicoptères de combat. 
Plusieurs améliorations sont réalisées, notamment dans les systèmes de refroidissement et de chargement. Quelques systèmes reprenant le principe de la Gatling sont développés par les Américains et l'Union soviétique, comme le canon M61 Vulcan ou le GAU-8 Avenger qui équipe l'A-10 Thunderbolt. Dans l'armée américaine, ils composent l'armement principal des gunships comme l'AC 130 sur lequel ils sont montés en sabords. Des versions de calibre plus petit ont donné naissance au minigun équipant de nombreux véhicules et aéronefs, dont notamment les hélicoptères. Les canons automatiques équipant les avions de construction européenne sont généralement monotubes. Le principe du canon revolver utilise un système de barillet rotatif, comme sur le Mauser BK-27 équipant le Panavia Tornado, l'Alpha Jet, le JAS 39 Gripen, et l'Eurofighter Typhoon. Le type chain gun est monotube et à un seul barillet, comme sur le Hughes M230 Chain Gun équipant l'Apache.

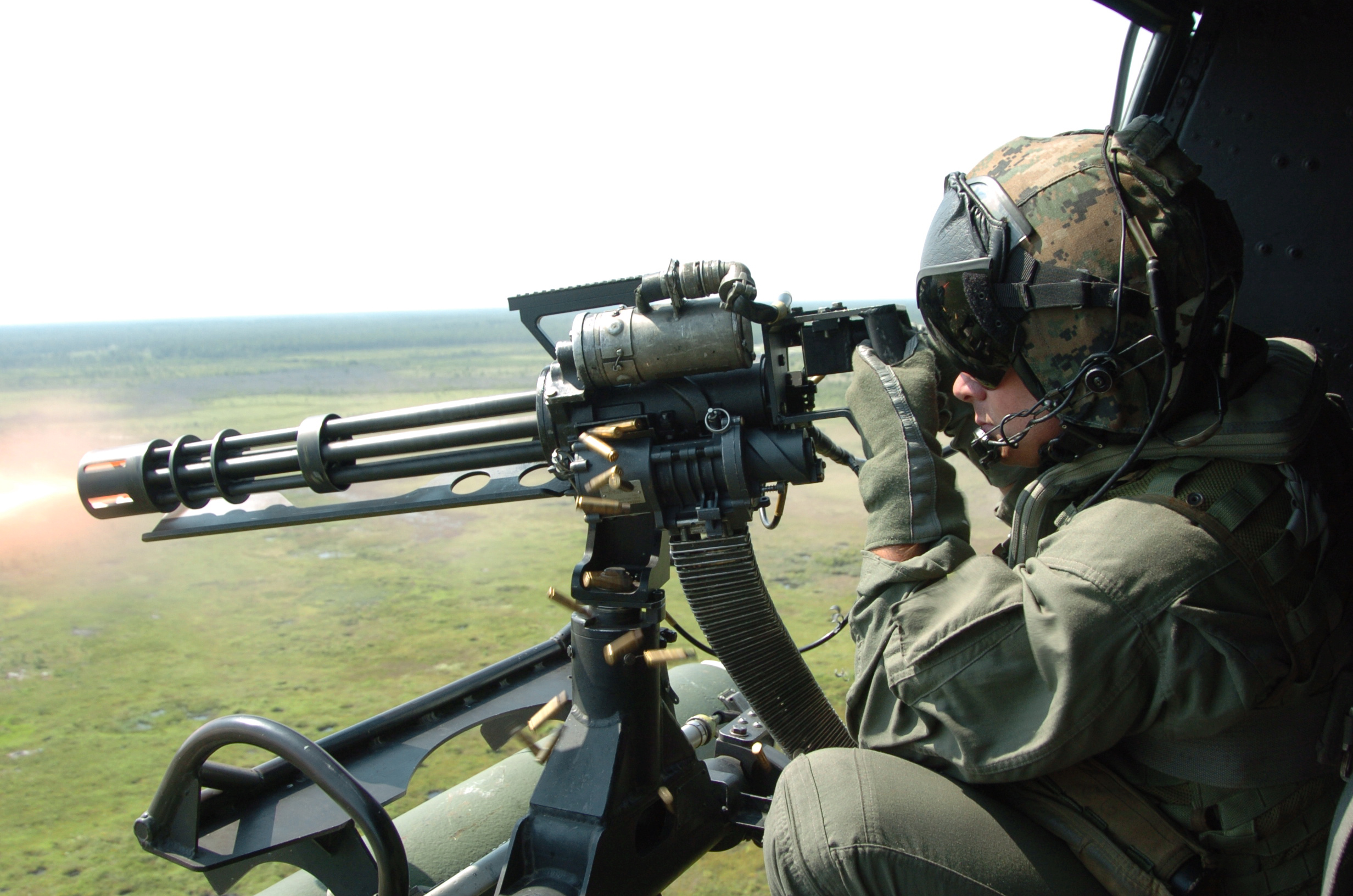
Minigun GAU-17/A équipant un UH-1N Huey. Son système Gatling à 6 tubes permet une fréquence de 3000 tirs à la minute.

Pour augmenter la puissance de feu des appareils, des canons ont été montés en pods fixés généralement sous les ailes, notamment sur les premiers gunships, et sur certains F-4 Phantom pendant la guerre du Viêt Nam pour pallier un temps à leur absence de canon. Ces pods sont également disponibles pour les hélicoptères, comme le Mil Mi-24 par exemple.
Sur les hélicoptères en général, les mitrailleuses servent d'arme de soutien de l'infanterie et de protection de l'hélicoptère. Elles sont alors montées sur les sabords de l'appareil. Sur les hélicoptères d'attaque, un canon est généralement placé à l'avant, et des systèmes sont développés pour permettre l'orientation du canon sur la cible, couplés avec une visée montée sur casque, comme dans le cas de l'AH-64 Apache ou de l'Eurocopter Tigre.

## Lance-grenades

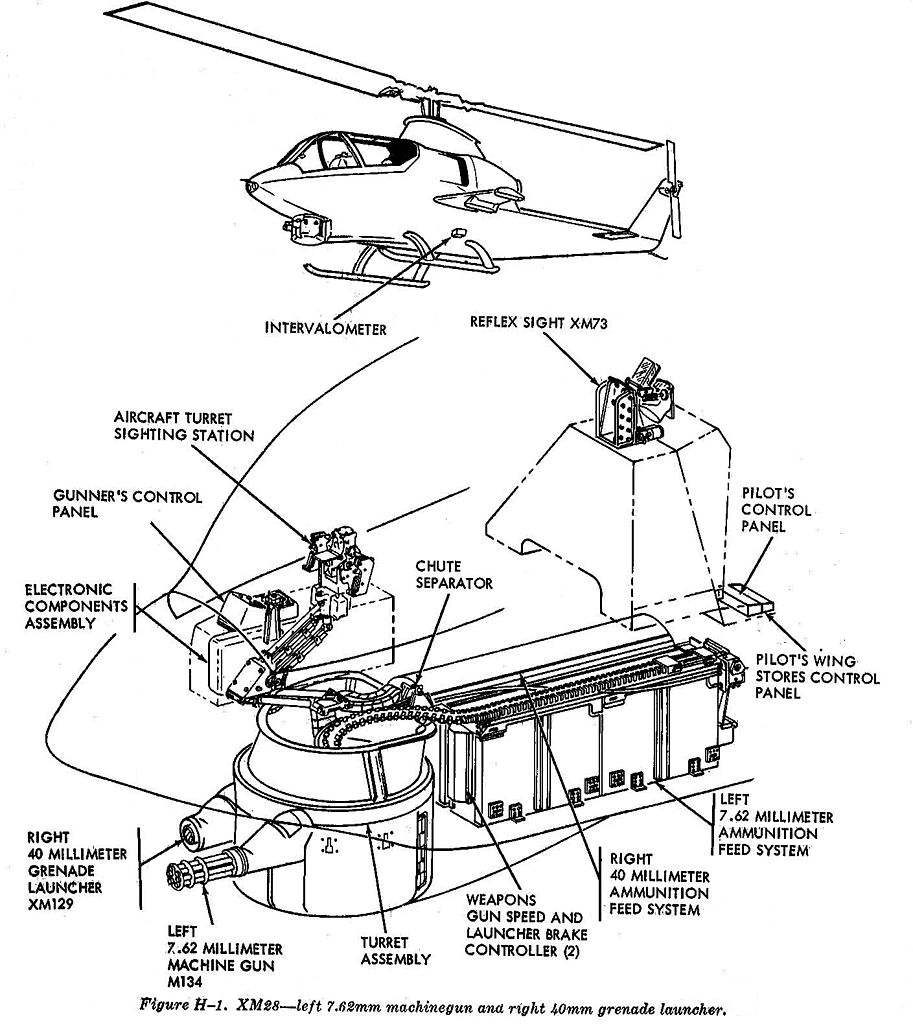
Schéma de la tourelle d'un Bell AH-1 Cobra; la gatling M134 de calibre 7,62 mm Otan est couplé à un lance-grenade M129 dérivé du M75.

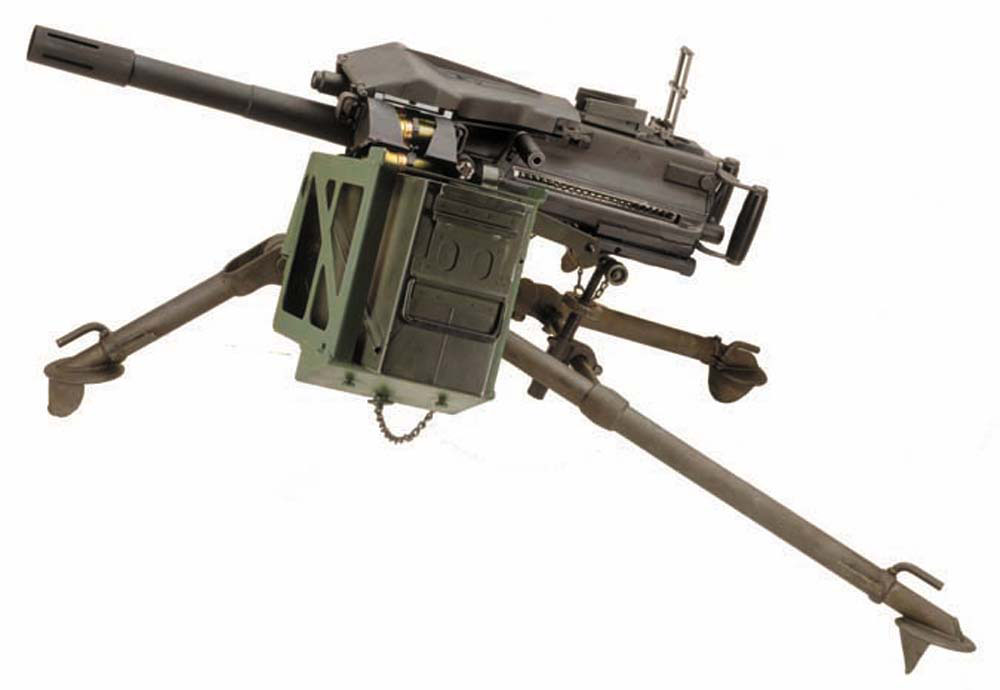
Lance-grenades lourd Mk19 de 40 mm, ici monté sur trépied.

Des modèles lourds de lance-grenades équipent souvent les hélicoptères. Couplés à un magasin de grenade, ils permettent un tir à répétition avec une vélocité en sortie de canon plus élevée que les systèmes plus légers. Cet armement sert à réaliser des tirs de suppression, la destruction de véhicules légers et de bâtiments.
Plusieurs types de munitions sont utilisés : 
- grenades fumigènes pour produire des écrans de fumée ;
- grenades éclairantes ;
- explosives dans un rôle anti-personnel ou contre les véhicules légers et bâtiments ;
- incendiaires.

Exemples : M75 et sa version améliorée M129, propulsant des grenades de 40 × 53 mm.

## Bombe

Un aviateur allemand largue une bombe sur le front occidental de la Première Guerre mondiale.

Les bombes sont le principal armement air-sol depuis les origines de l'aviation militaire. Les bombardiers sont spécifiquement développés en tant que vecteurs de ces armes, mais la plupart des avions disposent de capacités d'emport de cet armement.
Pour augmenter leur capacité de destruction, plusieurs facteurs sont développés : leur poids et le type d'explosif utilisé, la capacité d'emport des bombardiers, et la précision.
Au cours de la Seconde Guerre mondiale, les bombardiers deviennent de plus en plus gros, et volent de plus en plus haut. Les bombardements stratégiques de haute altitude requièrent le largage d'une grande quantité de bombes pour espérer la destruction de l'objectif, du fait de la faible précision. Les chasseurs-bombardiers, et les avions d'attaque au sol en piqué emportent un nombre limité de bombe, mais leur technique d'attaque permet une plus grande précision.
Des améliorations notables ont également lieu dans les systèmes de déclenchement.
Depuis les années 1970, de nouveaux systèmes de guidage permettent une amélioration notable de la précision de ces armes, grâce notamment au guidage laser. 
Une grande variété de bombes existe en fonction de l'objectif à atteindre.

### Bombe explosive
Une bombe explosive standard de 250 kg à un rayon d'action létal d'environ 40 mètres.

### Bombe anti-bunker
Massive Ordnance Penetrator, arme anti bunker de 13 tonnes
Bombe à effet sismique

### Bombe incendiaire
- Phosphore blanc
- Napalm

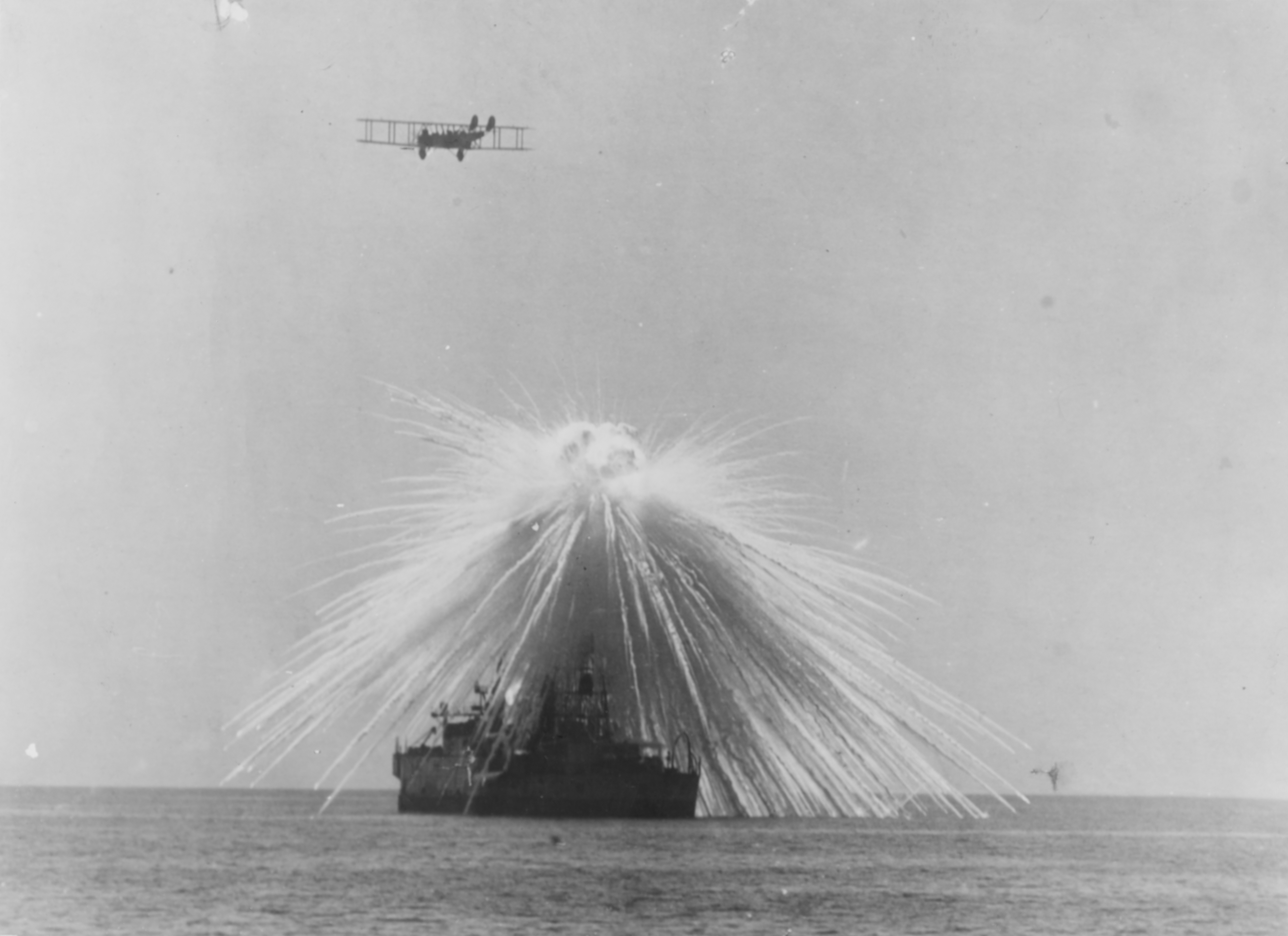
Exercice de bombardement américain en 1921 avec une arme au phosphore sur un cuirassé désarmé.

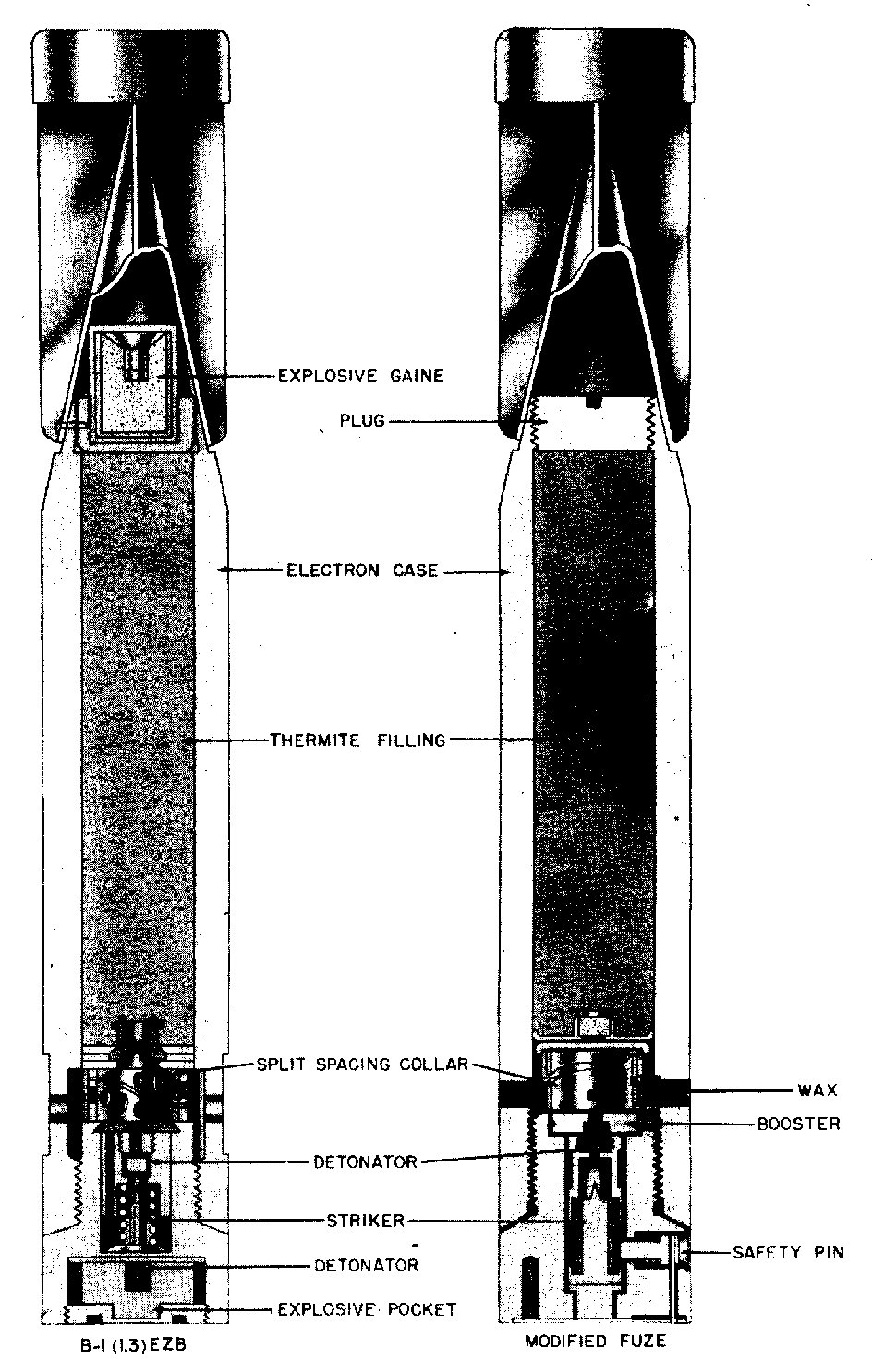
Coupe de la bombe incendiaire allemande d'un kg B1 de la Seconde Guerre mondiale utilisant la thermite.

- Convention sur certaines armes classiques

### Bombe anti-piste

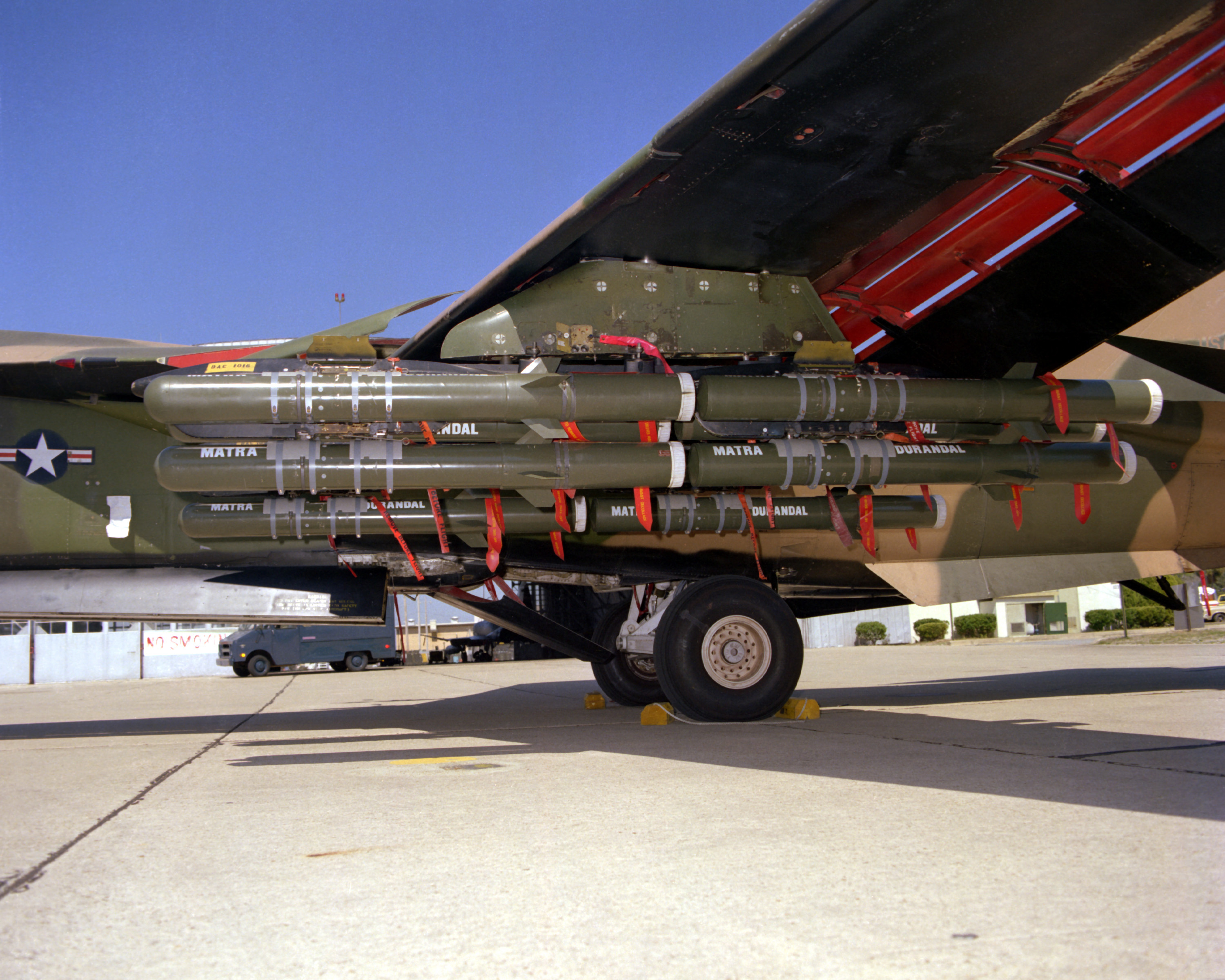
Bombes Durandal française anti-piste.

L'aviation prit au cours de la Seconde Guerre mondiale un rôle vital dans la conduite des opérations, et la conquête de la supériorité aérienne passe aussi par la destruction des installations aériennes ennemies. Avec l'adoption des avions à réaction, les pistes sont devenues plus longues et requièrent généralement un revêtement en dur. Elles sont repérables à l'avance, et font partie des premiers objectifs d'une campagne aérienne à l'ouverture d'un conflit armé.
Quelques armes ont été développées spécifiquement dans le but d'augmenter l'efficacité d'un bombardement conventionnel sur une piste. 
La bombe anti-piste Matra Durandal française est conçue pour être larguée à basse altitude au-dessus de l'objectif. Une fois larguée, un parachute se déploie pour incliner l'engin de 30 degrés environ. Une fusée se déclenche qui précipite l'arme à très grande vitesse vers la piste où elle s'enfonce profondément. Ce n'est qu'ensuite qu'elle explose, créant un cratère d'environ 5 mètres de profondeur et 16 de large. Une version antérieure de l'arme fut développée en collaboration avec l'armée de l'air israélienne, et fut utilisée dans les raids aériens menés contre les pistes des aéroports égyptiens au cours de l'opération Focus (hébreu : מבצע מוקד, Mivtza Moked) en déclenchement de la guerre des Six Jours. Cette opération démontra l'efficacité du concept et immobilisa totalement l'aviation égyptienne, qui fut ensuite détruite au sol par des bombardements conventionnels.
Une bombe Durandal pèse environ 204 kg pour 2,5 m de long. La tête explosive contient 15 kg d'explosifs. L'armée de l'air française s'équipa de la Durandal en 1977, et l'US Air Force l'adopta au cours des années 1980 sous la désignation BLU-107 Durandal.
Le JP233 est un système de largage de sous-munitions anti-pistes développé par les Britanniques pour équiper leurs avions Tornado. Il prend la forme de deux pods fixés sous les ailes et contenant plusieurs centaines de sous-munitions à largage ralenties par parachutes. La partie arrière du pod contient 30 sous-munitions SG-357 de 26 kilos composées d'une charge creuse qui perfore la piste et d'une seconde charge explosive qui crée un large cratère. La partie avant du pod JP233 contient 215 mines anti-personnel HG-876 à explosions retardées ou déclenchées, empêchant toute réparation rapide de la piste.
Utilisé au cours de la première guerre du Golfe, le JP 233 se révèle peu pratique et risqué, car exposant trop l'appareil et son équipage. Le recours à des sous-munitions entre également en conflit avec la signature par le Royaume-Uni de plusieurs traités relatifs à l'usage des mines anti-personnel et les sous-munitions.  Il est retiré du service peu après, au profit d'armement moins spécifique. 
Le MW-1 (Mehrzweckwaffe 1) est un système polyvalent de largage de sous-munitions équipant les Tornados allemands et italiens, au principe similaire à la JP233. Moins spécifique, il est développé pour larguer plusieurs types de sous-munitions, y compris des sous-munitions STABO anti-pistes. Des mélanges de plusieurs types de sous-munitions sont également possibles, le Mix 2 étant spécifiquement préparé contre les pistes. À la suite des discussions internationales sur l'usage des sous-munitions, l'Italie a ordonné la destruction des MW 1 équipant ses forces aériennes.

### Bombe guidée

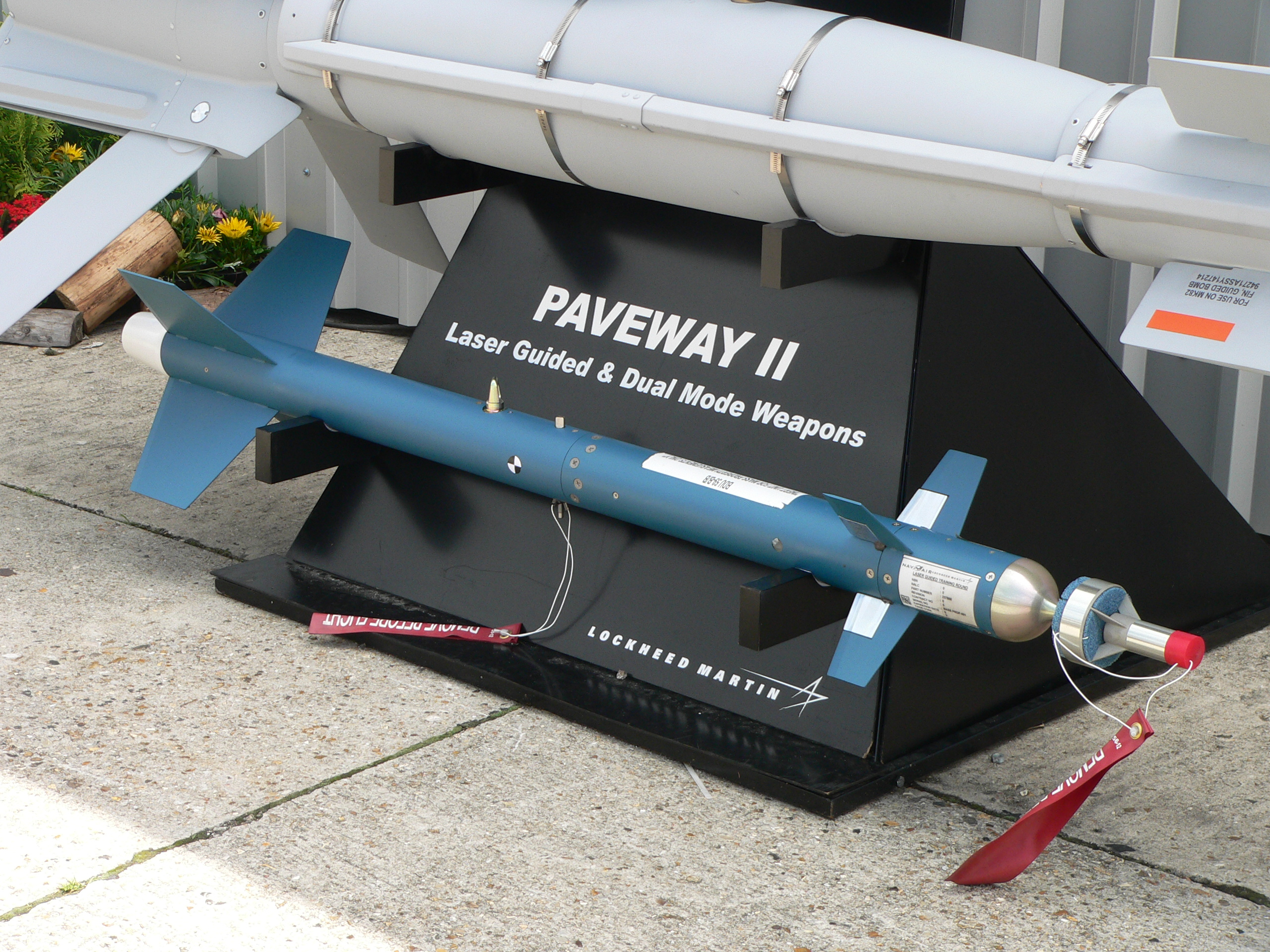
Bombe Paveway

Ces bombes sont plus précises que les bombes classiques. La première fut la Henschel Hs 293 A allemande radioguidée (1940). Plusieurs techniques de guidage existent aujourd’hui.
- JDAM, arme à guidage GPS
- Bombe guidée laser française
- Paveway américaine à guidage laser

### Bombe thermobarique

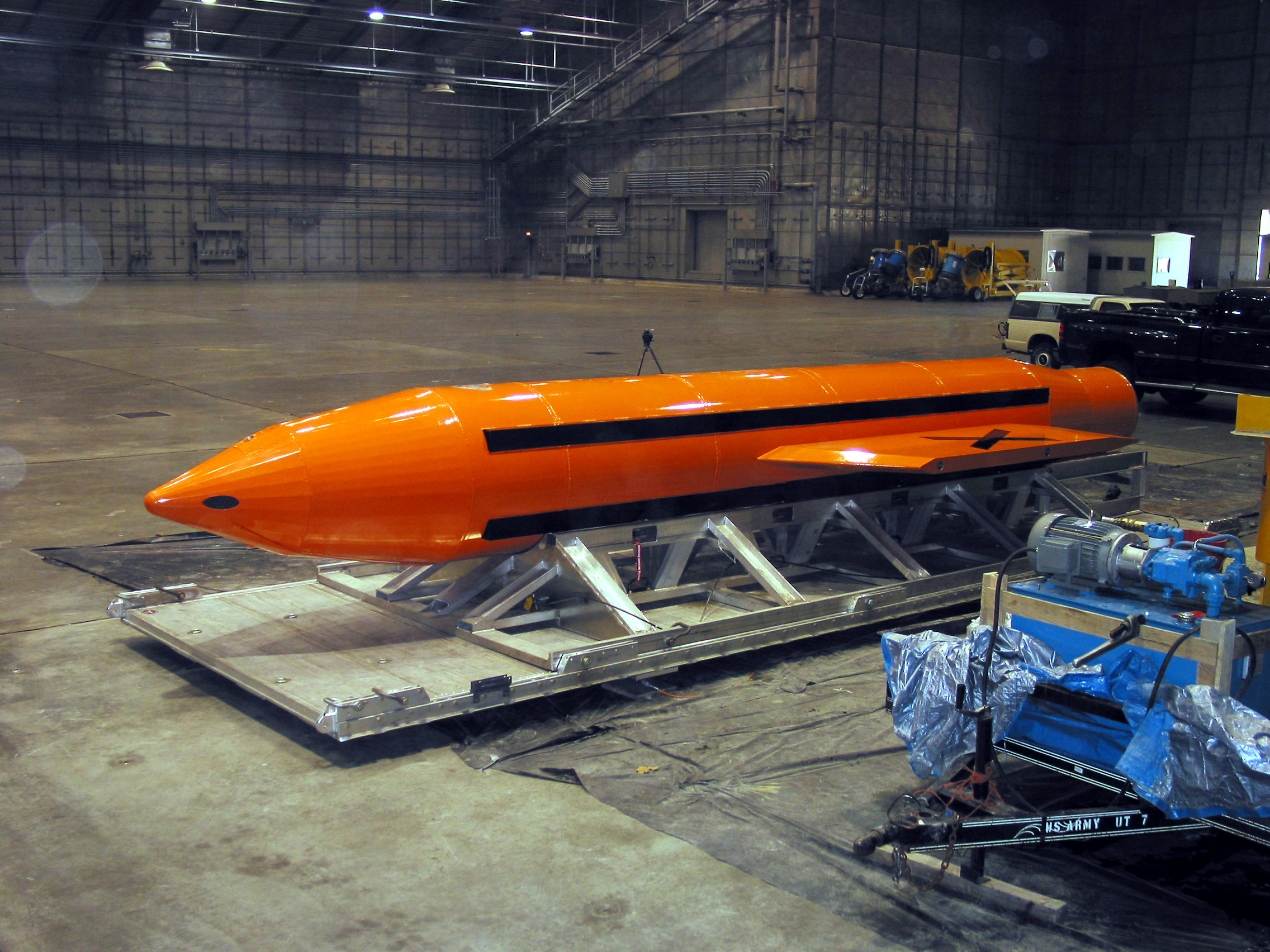
Massive Ordnance Air Blast Bomb (MOAB).

La contamination radioactive et la forte opposition à l'usage des armes nucléaires ont conduit certains pays comme la Russie et les États-Unis à développer des bombes conventionnelles d'une très grande puissance, comme la Massive Ordnance Air Blast Bomb américaine ou le Père de toutes les bombes russe.

## Roquette

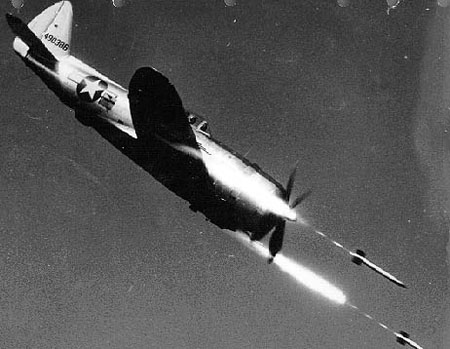
Chasseur-bombardier Republic P-47 Thunderbolt lançant ses roquettes.

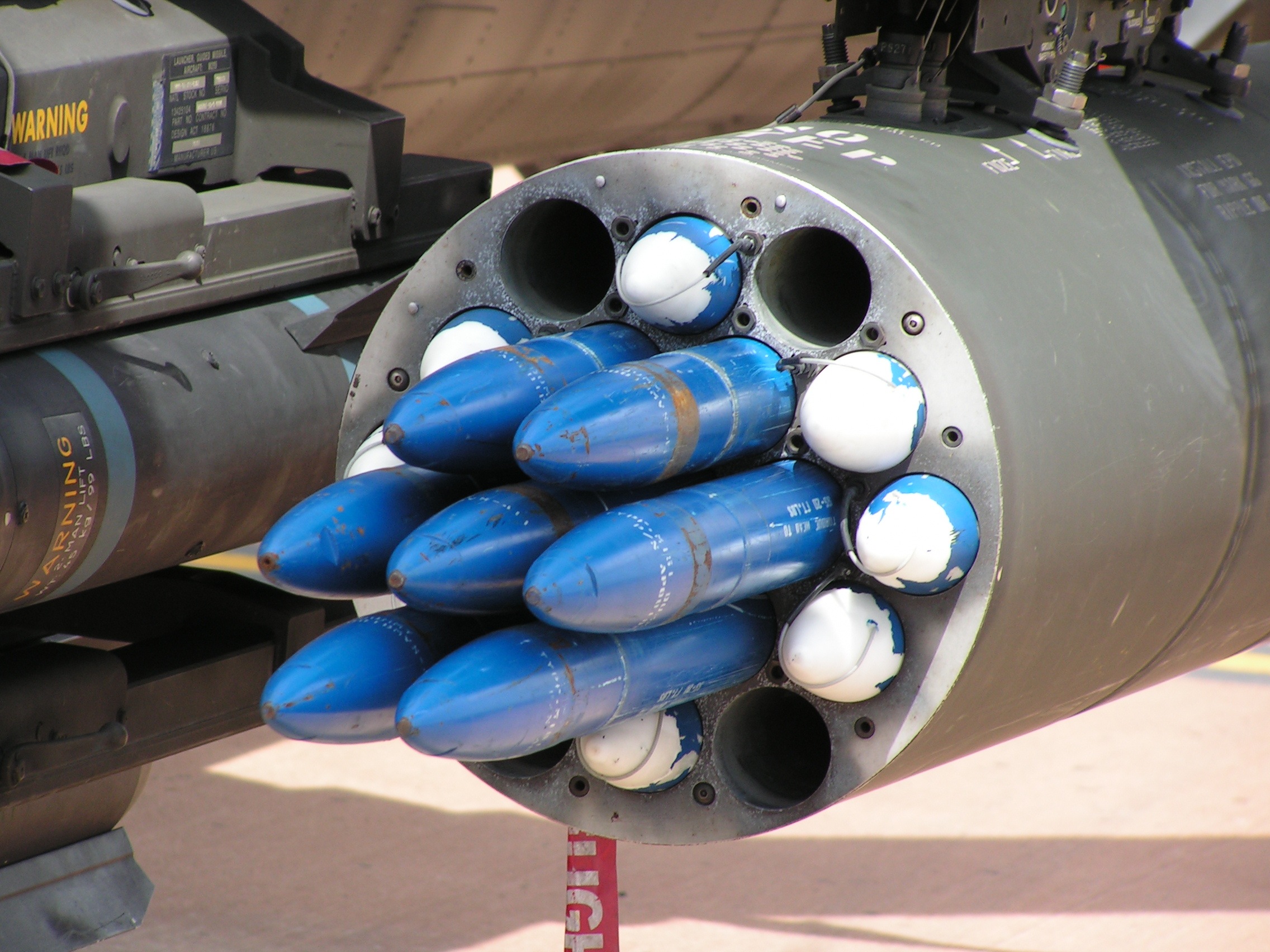
Roquettes Hydra-70 dans un lanceur M261 à 19 tubes équipant un hélicoptère d'attaque AH-64 Apache hollandais.

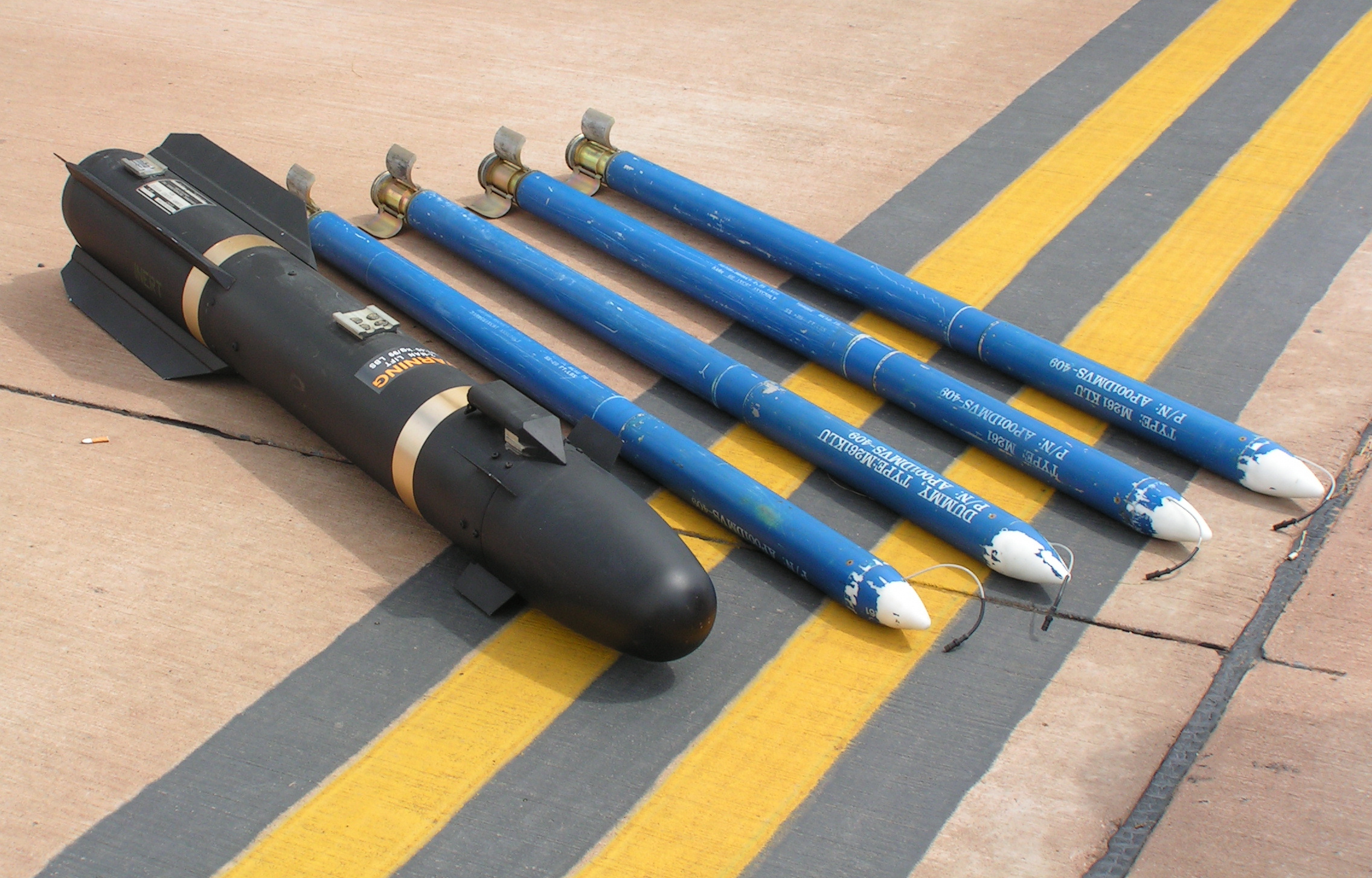
Taille comparée des roquettes Hydra-70 et d'un missile Hellfire.

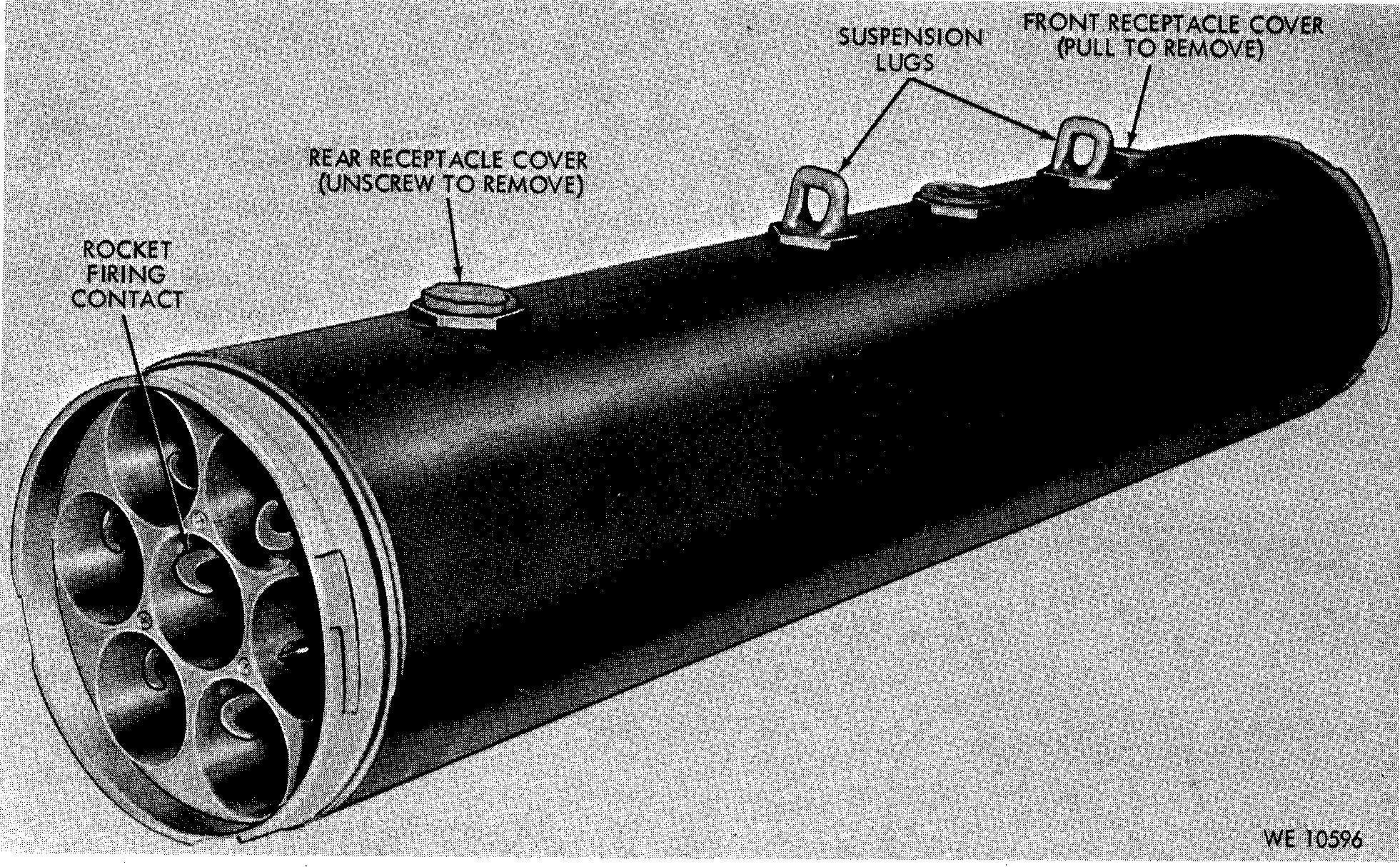
Pod lance-roquette XM157 à 7 tubes, lançant des roquettes Mk 40.

Une roquette est une fusée utilisant des carburants chimiques comme la poudre à canon ou les ergols liquides pour propulser une charge utile vers la cible. Elles ont été utilisées très tôt comme armement air-sol, dès la Première Guerre mondiale. Au cours de la Seconde Guerre mondiale, leur emploi se généralise à la fin de la guerre : employées sur les chasseurs-bombardiers, elles se révèlent très efficaces dans un rôle antichar. 
Plusieurs tentatives ont eu lieu dans un usage air-air comme sur certaines versions des FW 190 et Messerschmitt Me 262 allemands chargés de la lutte contre les bombardiers stratégiques américains, avec des résultats mitigés : leur manque de précision était compensé par leur pouvoir de destruction élevé, mais restait problématique, et les missiles guidés les remplacèrent rapidement dans ce rôle. Il en a été de même dans les usages air-mer de cette arme, comme la Tiny Tim à la fin de la guerre du Pacifique. C'est donc devenu une arme exclusivement air-sol en tant qu'arme aérienne, et leur conception présente des avantages et inconvénients.
Leur simplicité de conception, comparée aux missiles, présente un avantage technique et financier. Leur poids réduit permet l'emport d'une grande quantité de roquettes permettant de compenser en partie leur faible précision et de traiter une large zone : un hélicoptère d'attaque AH-1 Cobra peut ainsi emporter 4 lanceurs de 19 roquettes, pour un total de 76 roquettes. Elles présentent également des inconvénients, du fait de leur faible portée, de leur manque de précision, et de l'obligation de l'alignement sur la cible de l'hélicoptère ou de l'avion lanceur, ce qui le conduit à s'exposer.
Différents types de roquettes embarquées ont été développés :
- perforantes pour attaquer les bunkers ;
- explosives contre les troupes d'infanterie, les positions d'artillerie et les véhicules légèrement blindés ;
- incendiaires, dotées de têtes au phosphore blanc, utilisées sensiblement contre le même type de cibles ;
- fumigène : elle sert à marquer une position au sol.
- à fragmentation : la charge sert à disperser des fléchettes dans un rôle anti-personnel.

La roquette air-sol la plus courante dans l'armée américaine après la Seconde Guerre mondiale est la Mk 4/Mk 40 Folding-Fin Aerial Rocket
Les roquettes sont généralement montées sur un pod, appelé aussi panier, contenant plusieurs tubes, fixé sous les ailes ou sur des fixations sur le côté dans le cas des hélicoptères d'attaque. Quelques systèmes de tubes lance-roquettes placés dans une soute ventrale ont également été développés, comme sur le F-86D Sabre pour éviter de réduire les performances aérodynamiques de ce chasseur-bombardier, ou sur le projet d'hélicoptère RAH-66 Comanche pour réduire la signature radar de l'appareil.

## Missile air-sol

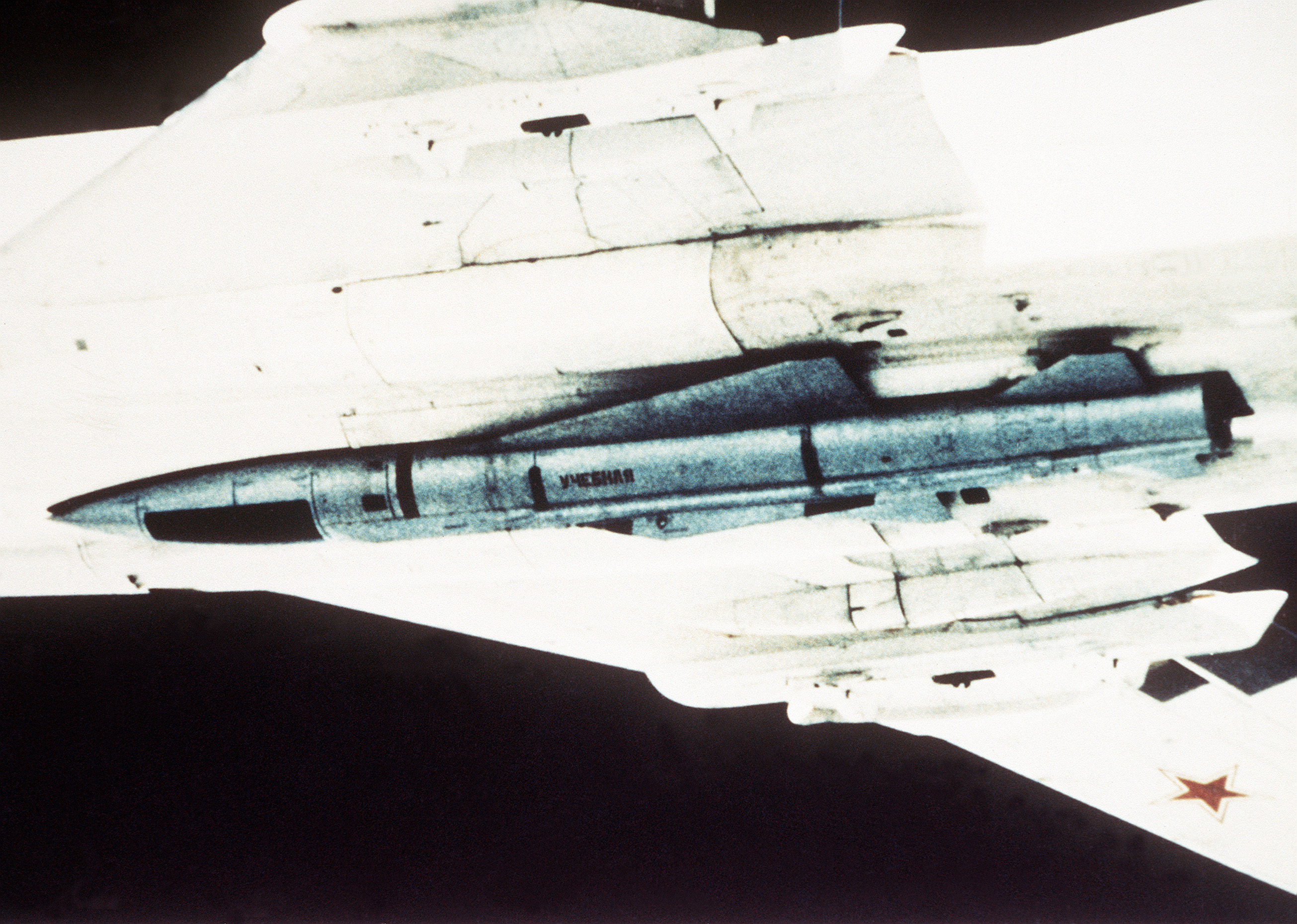
Missile antinavire Kh-22 soviétique sous un Tupolev Tu-22.

### missile antichar

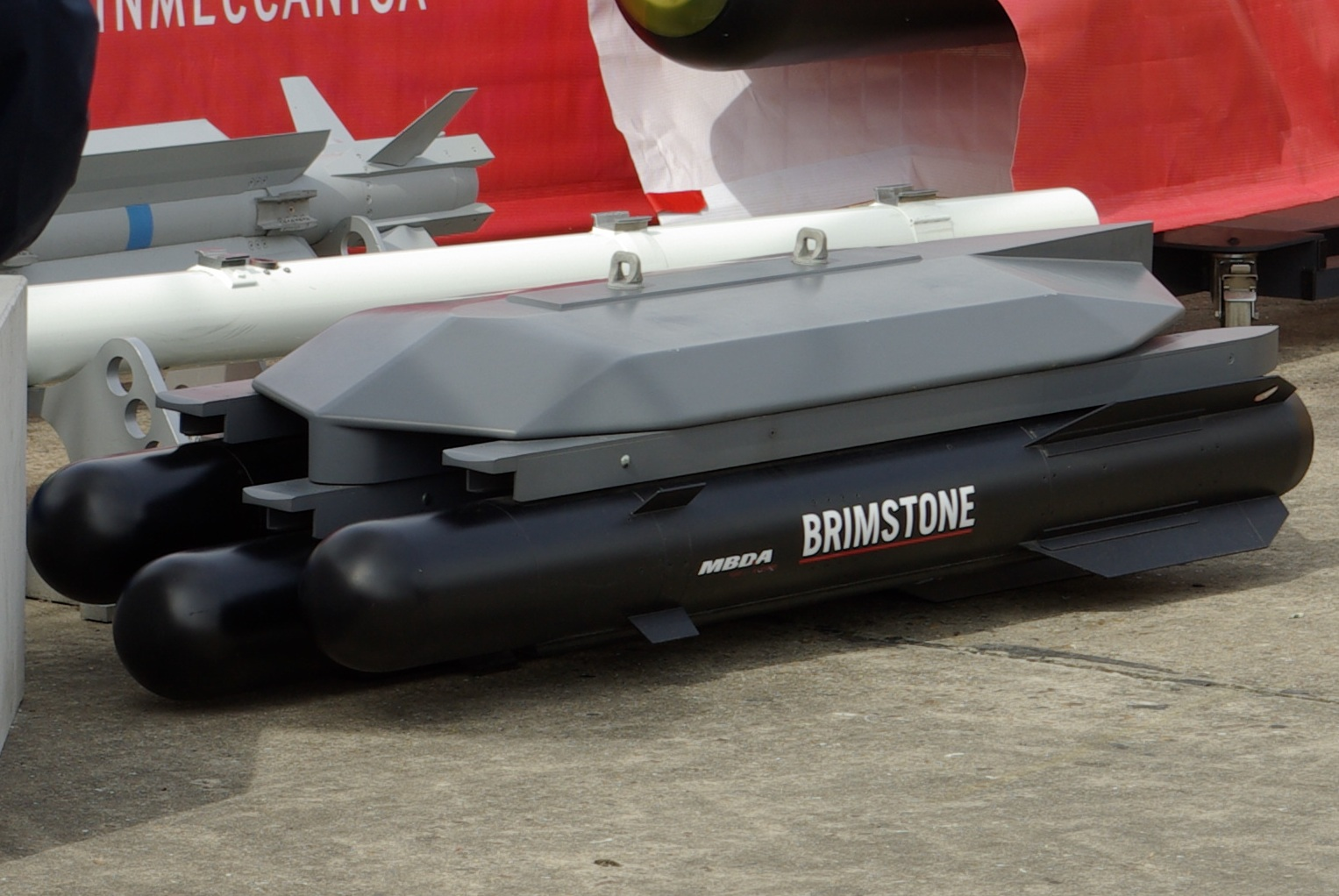
Le Brimstone est un missile air-sol antichar utilisé par le Royaume-Uni.

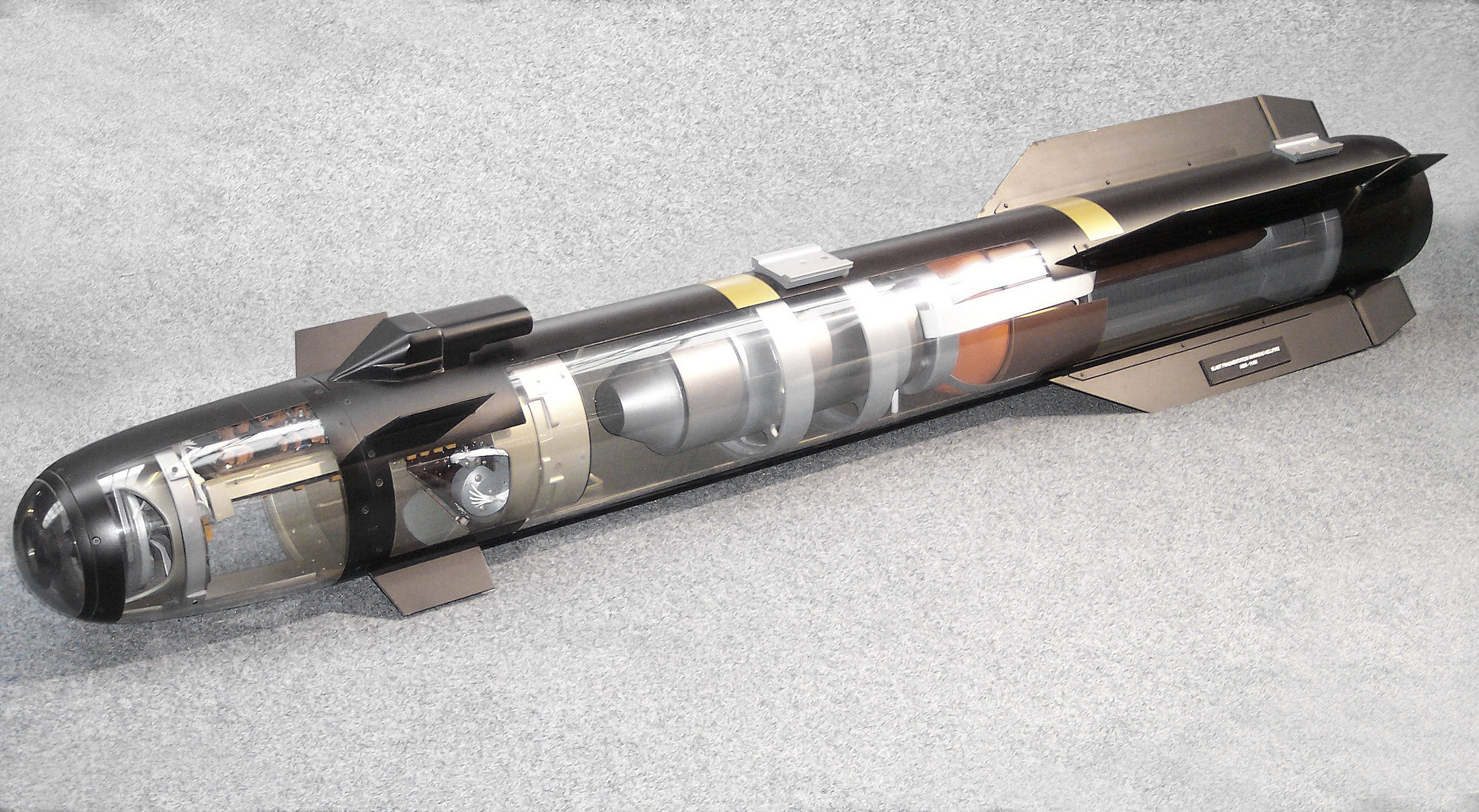
Le AGM-114 Hellfire est un missile antichar à guidage laser semi-actif équipant les hélicoptères américains.

- AGM-65 Maverick missile air-sol antichar
- AS-30L missile air-sol guidé par laser
- AS-37 Martel/ARMAT (missile anti-radar à moyenne portée)
- Euromissile HOT, missile antichar pour hélicoptère
- Nord AS-11 (AGM-22 dans l'US army) version air-sol pour hélicoptère du Nord SS.11.

### Missile de croisière

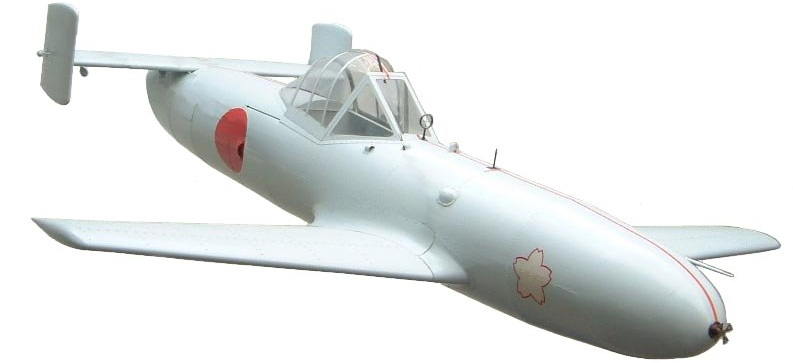
Yokosuka MXY7 Ohka Modèle 11.

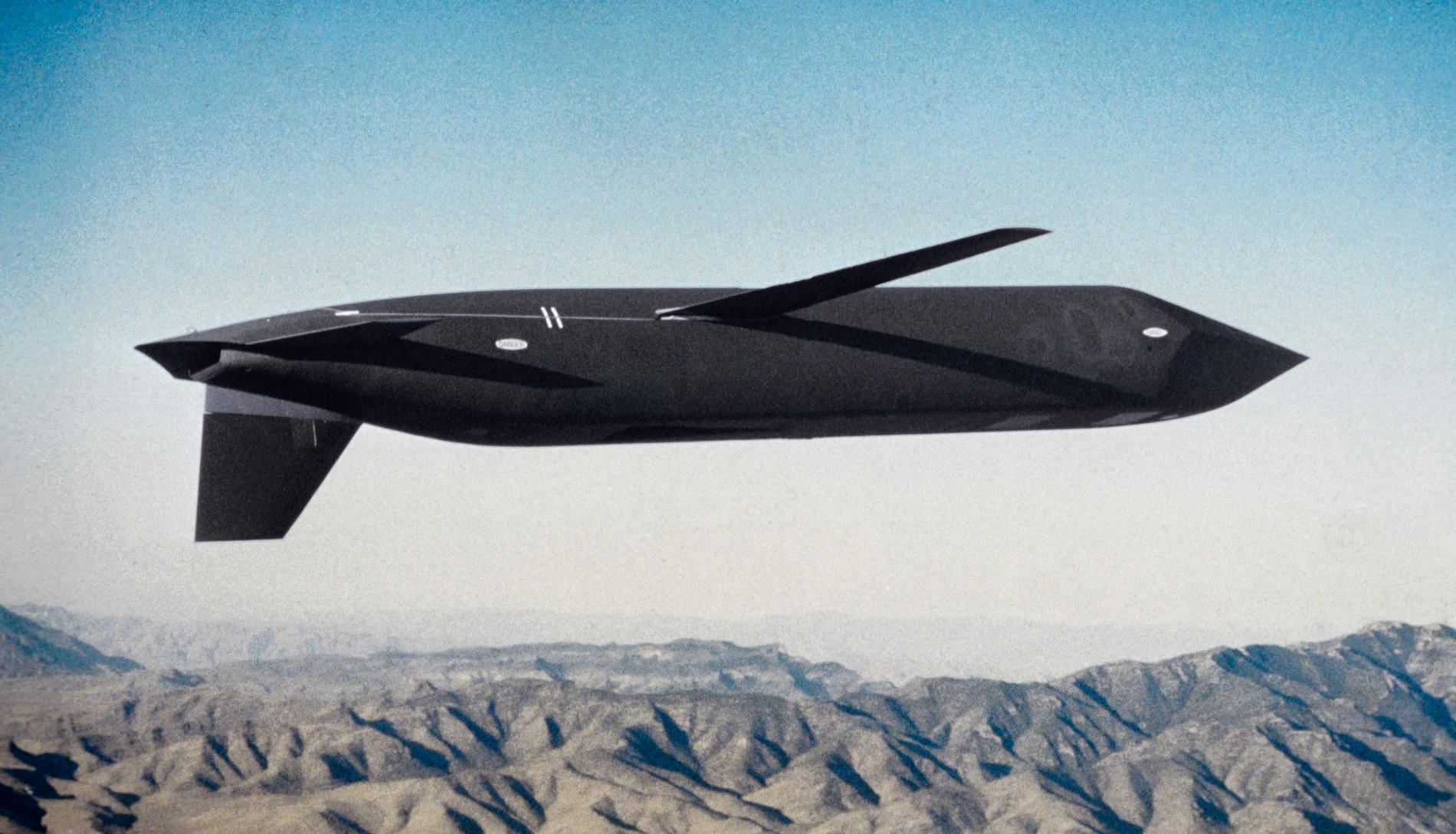
AGM-129 ACM en vol.

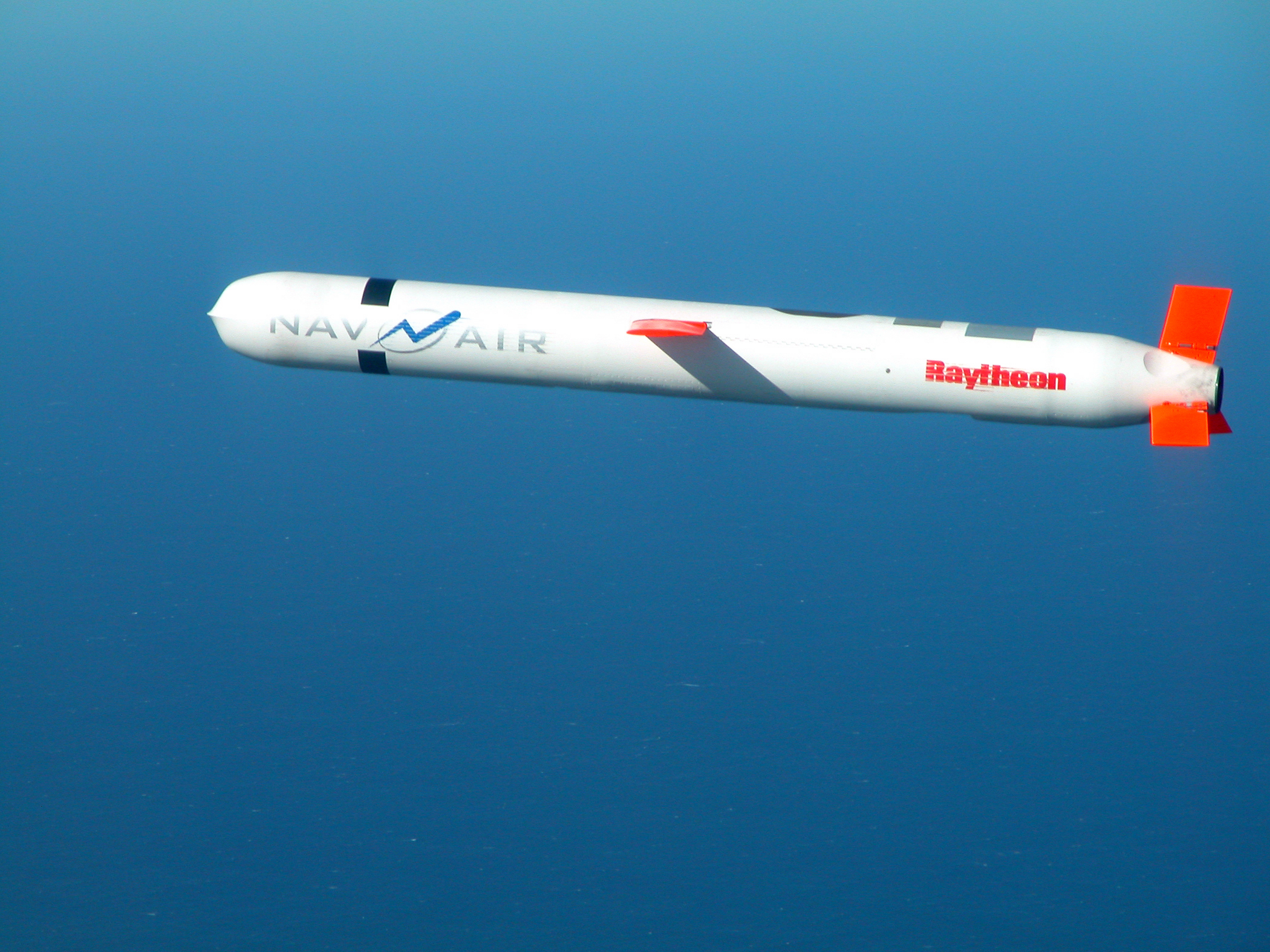
Missile Tomahawk.

Un missile de croisière est une bombe volante dotée d'ailes et d'un moteur qui une fois lancée assure de façon autonome un vol longue distance jusqu'à sa cible. 
Historiquement, la toute première bombe volante est le V1 conçu par les Allemands pour bombarder les grandes villes anglaises au cours de la Seconde Guerre mondiale. Le V1 est équipé d'un pulsoréacteur attaché par deux mâts au fuselage qui contient la charge explosive, le carburant et une centrale à inertie assurant un guidage sommaire. Il est muni de petites ailes et d'un empennage stabilisateur équipé d'une gouverne de profondeur.
Cet engin peut être catapulté depuis une rampe ou largué depuis un avion porteur. Le vol est autonome et le point de chute est approximativement déterminé par un compteur à vis entraîné par une petite hélice - et réglé avant le départ -, qui sectionne le câble du gouvernail de profondeur, déclenchant la mise en piqué.
L'Ohka japonais reprend en partie cette idée en le couplant avec la technique du pilote kamikaze pour assurer une meilleure précision, l'objectif étant ici des navires manœuvrant. Il est accéléré par des fusées après avoir été largué par un bombardier à 30 km de son objectif, à 7 000 mètres d'altitude pour atteindre sa cible à une vitesse de 1 000 km/h environ.
Le concept fut exploré tout au long de la guerre froide par de nombreuses nations, en reprenant le modèle du V1, mais la plupart de ces projets n'entrèrent jamais en service, à quelques exceptions comme l'AGM-28 Hound Dog en service de 1960 à 1965, et son successeur l'AGM-69 SRAM, comme vecteurs nucléaires. C'est essentiellement à partir des années 1980, que le développement technologique permit la production de missiles de croisière effectifs. Ces missiles peuvent généralement être lancés depuis plusieurs vecteurs, dont des avions, et ils font donc partie de l'armement air-sol.
Les engins actuels ou récents reprennent le design général des précédents projets. Ils sont propulsés par un turboréacteur ou un statoréacteur à des vitesses subsoniques ou super soniques selon les modèles, et sont généralement capables de vols à longue distance et très basses altitudes pour passer sous la couverture radar ennemie. Plusieurs systèmes ont été développés pour assurer la navigation jusqu'à la cible, la plupart reposant sur des systèmes de guidage inertiel, dont la précision est améliorée par l'adjonction d'un GPS. Certains missiles de croisière, comme le storm shadow, disposent en combinaison avec ces systèmes de navigation, d'un TERPROM (Terrain Profile Matching) qui compare les données issues d'un radar altimétrique avec des données d'élévation de terrain stockées dans sa base de données. La navigation dans la phase finale du vol peut être en plus corrélée avec des données issues de l'imagerie infrarouge.
Ces missiles ont été très utilisés dans les campagnes militaires américaines depuis la Guerre du Golfe (1990-1991), pour frapper des cibles terrestres stratégiques en profondeur. Dans un premier temps, ce type de missiles étaient développés comme vecteur d'armement nucléaire, mais c'est dans un usage conventionnel qu'ils se sont popularisés, devenant un élément essentiel des campagnes aériennes précédant une offensive terrestre d'envergure. 
Plusieurs engins, à tête conventionnelle ou nucléaire, sont entrés en service, dont :
- AGM-28 Hound Dog (États-Unis)
- AGM-86 ALCM (États-Unis)
- BGM-109 Tomahawk (États-Unis)
- AGM-129 ACM (États-Unis)
- Blue Steel, missile de croisière nucléaire britannique à courte portée et carburant liquide.
- TAURUS KEPD 350 germano-suédois
- SCALP-EG (nom de la version britannique : Storm Shadow), conçu par MBDA.
- Apache, missile de croisière conçu par MBDA, emportant 10 sous-munitions anti-piste Kriss.
- ASMP et ASMPA, missiles nucléaires français pré-stratégique de moyenne portée.
- Raduga Kh-22, missile de croisière soviétique, entré en service au début des années 1960, décliné en plusieurs versions : anti-navire et anti-radar, à tête nucléaire ou conventionnelle.
- Raduga Kh-15, missile nucléaire russe entré en service au début des années 1980.

## Vecteurs
- Bombardiers : stratégique, furtif ;
- Chasseur-bombardiers, multirôles, avions d'attaque au sol, Wild Weasel, bombardier en piqué, gunship :
- Ballons : zeppelin, ballons incendiaires japonais ;
- Hélicoptères ;
- Drones comme le RQ-1 Predator.